# Kartiderna
Kartiderna eller Kurtiderna var en dynasti i Herat omkring 1240-1383 av tadzjikiskt ursprung.
Deras välde sträckte sig tidvis över stora delar av nuvarande Afghanistan. Deras välde krossades av Timur Lenk.

## Källa
- Carlquist, Gunnar, red (1933). Svensk uppslagsbok. Bd 16. Malmö: Svensk Uppslagsbok AB. sid. 346